# Fouad Allag
Fouad Allag (en arabe : فؤاد علاق) est un footballeur algérien né le 17 avril 1985 à Alger. Il évolue au poste de milieu défensif au RC Relizane.

## Biographie
Fouad Allag évolue en première division algérienne avec les clubs du NA Hussein Dey, du CS Constantine, et du RC Relizane.
De 2005 à 2017, il joue 178 matchs en première division, inscrivant trois buts.
Avec le club de Constantine, il participe à la Coupe de la confédération en 2014.

## Palmarès
NA Hussein Dey
- Championnat d'Algérie de deuxième division :
  - Vice-champion : 2010-11.